# Max Zorin
Max Zorin is een personage in de James Bond-film A View to a Kill, gespeeld door Christopher Walken.
Zorin is geboren bij een Duits experiment in de Tweede Wereldoorlog. (Het is dan ook vanzelfsprekend dat Zorin blond is.)
Bij dit experiment probeerden de Duitsers 'superkinderen' te ontwikkelen. De meeste kinderen mislukten, een paar kinderen overleefden het experiment.
Toen Duitsland in twee helften werd verdeeld, zat Zorin in Oost-Duitsland. Hij werd opgeleid door de Russen als KGB-agent. Hij vertrok daarna naar Frankrijk waar hij het microchipbedrijf Zorin Industries begon. Omdat tachtig procent van de microchipmarkt zich in Silicon Valley bevindt, probeert hij daar een aardbeving te veroorzaken, waardoor Silicon Valley onder water zal lopen Zo verkrijgt hij een monopolie op deze markt. Dit mislukt door het optreden van geheim agent James Bond. Aan het einde van de film hebben Zorin en Bond een confrontatie op de Golden Gate Bridge, waarbij Zorin in het water valt en de val niet overleeft.

## Handlangers
- May Day
- Scarpine
- Dr. Carl Mortner
- Jenny Flex
- Pan Ho
- Bob Conley